# Адамян, Саркис
Сарки́с Адамя́н (арм. Սարգիս Ադամյան; 23 мая 1993, Ереван, Армения) — армянский футболист, нападающий клуба «Кёльн» и сборной Армении.

## Клубная карьера
Саркис Адамян является воспитанником ростокской «Ганзы». После матча между молодёжными сборными Армении и Исландии, форвард молодёжной сборной и немецкой «Ганзы» Саркис Адамян, дебютировал за национальную команду в 2013 году.
«До 4-х лет я жил в Армении и после отъезда это мой первый визит на родину. В Ереване живут мои близкие родственники. Мне уже удалось ознакомиться с городом, он очень красивый», — сказал Адамян.
5 июня 2017 года Адамян подписал двухлетний контракт с клубом Второй Бундеслиги «Ян» Регенсбург.
В 2019 году Саркис Адамян перешёл в «Хоффенхайм». 5 октября 2019 года оформил «дубль» в ворота «Баварии», что позволило своему клубу одержать победу в гостях со счетом 2:1.

## Карьера в сборной
Дебют Саркиса Адамяна в официальных матчах за сборную Армении по футболу состоялся 10 сентября 2013 года в матче со сборной Дании в рамках отборочного турнира чемпионата мира 2014 года.